# Обыкновенный идиакант
Обыкновенный идиакант (лат. Idiacanthus fasciola) — вид глубоководных рыб из семейства стомиевых (Stomiidae).

## Описание

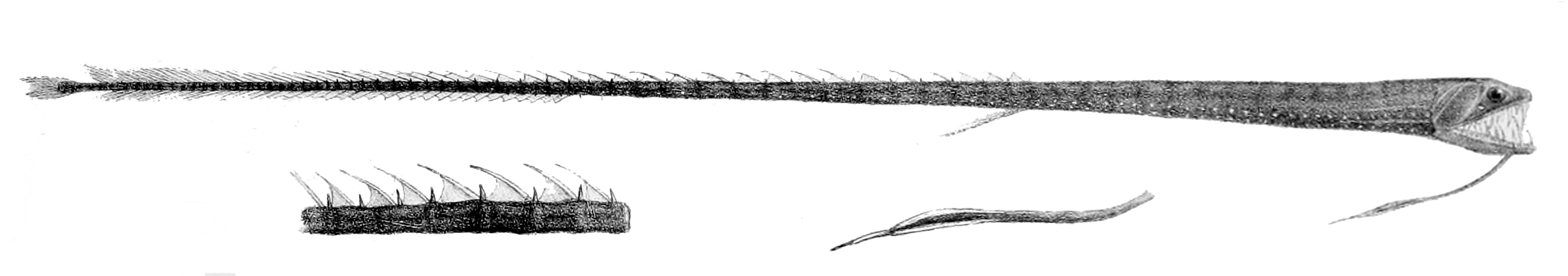

Тело узкое, длинное, угреобразное без чешуи. Выражен половой диморфизм. Длина тела самок 19-49 см. Спинной и анальный плавники очень длинные. Грудные плавники отсутствуют. Рот большой, его разрез доходит почти до края жаберной крышки. Челюсти с острыми зубами различной величины. «Клыки» кинжаловидные, не дают пасти смыкаться. От подбородка отходит усик, чья длина в 2-3 раза превышает длину головы. Кожа голая, лишена чешуи. Окраска варьируется от коричневой до чёрной. По голове, телу и плавникам разбросаны многочисленные фотофоры и участки светящейся железистой ткани. Среди них наиболее выделяются заглазничный фотофор и по два ряда фотофоров вдоль нижнего края боков.
Самцы гораздо меньше самок, длиной не более 7 см. По строению тела они ближе к личинкам: челюсти без зубов, усик, грудные, брюшные плавники отсутствуют. Заглазничный фотофор очень крупный, составляет до 1/3 длины головы. Окраска самцов более светлая, коричневая. Самцы пассивны и во взрослом состоянии не питаются, из-за происходящей у них дегенерации зубов и кишечника. Основным смыслом их существования является размножение.
Грудные плавники у взрослых особей обоих полов отсутствуют.

## Ареал
Вид распространен в тропической и умеренной зонах Атлантического, Тихого, и Индийского океанов. В Атлантике обитает от 40° с. ш. до южной оконечности Африки и Патагонии; в Тихом океане — ближе к экватору и у берегов восточной Австралии.

## Биология

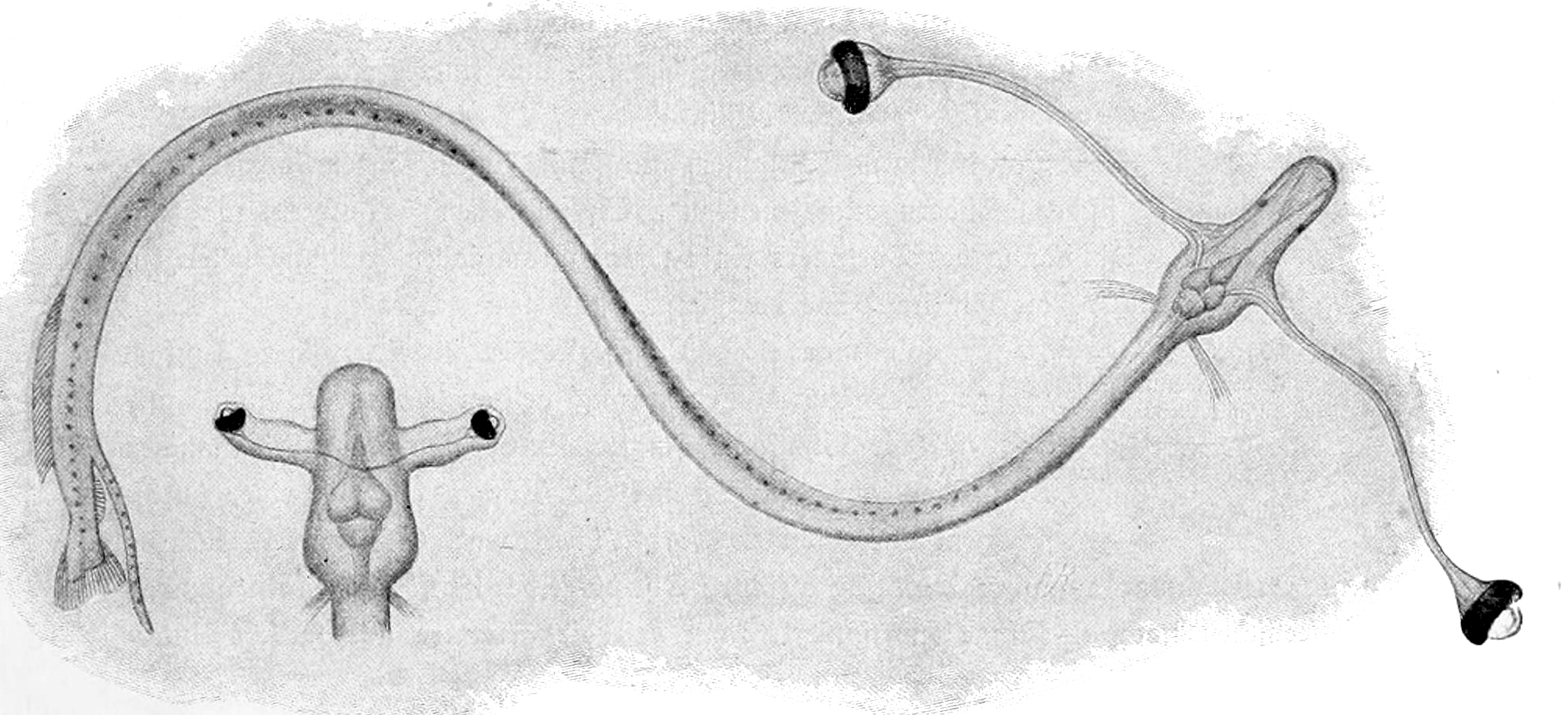
Рисунок личинки

Самки днём держатся на глубинах от 500 до 2000 м. Ночью поднимаясь ближе к поверхности в поисках добычи. Половозрелые самцы не питаются. Самцы не совершают вертикальных суточных миграций, а пассивно парят в толще воды на глубине 1000—2000 м, привлекая к себе самок светом своих крупных заглазничных фотофоров. Нерест, вероятно, в августе-сентябре. Развитие с метаморфозом, через ряд стадий: 5 у самок, 4 у самцов. Личинки с удлинённым прозрачным телом, длиной 1,5-2,8 см, окаймлённое плавниковой складкой, с постепенно развивающимися от хвостового конца тела спинным и анальным плавниками. В отличие от взрослых личинки с веерообразными грудными плавниками, брюшные плавники также отсутствуют. Крупного размера глаза вынесены на тонких длинных стебельчатых выростах, достигающих до 25 % от всей длины тела. В дальнейшем по мере развития глаза постепенно приближаются к голове. Из-за подобного метаморфоза личинка первоначально была описана как самостоятельный вид Stylophthalmus paradoxus.